# Деларю, Даниил Михайлович
Даниил Михайлович Деларю (29 мая 1839, Одесса — 1905) — русский математик, педагог, ординарный профессор чистой математики Харьковского Императорского университета.

## Биография
Родился в семье надворного советника, инспектора Ришельевского лицея, поэта М. Д. Деларю.
Получил домашнее начальное и среднее образование. В 1856 поступил на математическое отделение физико-математического факультета Харьковского Императорского университета, но через год, по домашним обстоятельствам покинул университет.
Стал вольнослушателем и в 1860 окончил Харьковский университет и в том же году защитил кандидатскую диссертацию «О начале возможных перемещений». Ученик знаменитого математика Российской империи середины XIX века М. В. Остроградского. Некоторое время работал чиновником при Харьковской казенной палате.
Затем определен на преподавательскую работу в университете Харькова.
В 1862 был командирован в длительную научную заграничную поездку. Там Деларю слушал лекции в Париже и Гейдельберге . Вернувшись на родину в 1864 представил диссертацию на степень магистра на тему: «Общая теория алгебраического решения уравнений».
В 1868 защитил докторскую диссертацию («О разыскании особенностей решений дифференциальных уравнений первого порядка, зависящих от двух переменны») и был назначен ординарным профессором. Читал лекции по общей алгебре, дифференциальному исчислению, интегрированию дифференциальных уравнений и теоретической механике.
Активный участник создания и деятельности Харьковского математического общества.
Летом 1884 с ним случился паралич, лечение было безуспешным, и в 1885 Деларю ушел в отставку.
Несколько раз избирался мировым судьей и состоял председателем съезда мировых судей. После выходу в отставку из университета Деларю два года продолжал оставаться председателем мирового съезда.

## Научная деятельность
Главные научные работы в сфере алгебры и математического анализа. Сфера особого внимания Деларю — вопросы алгебраического анализа, теории чисел, аналитической геометрии, вариационного исчисления, теории определителей, исчисления конечных разностей, теории решения численных уравнений, теории вероятностей, теории функций мнимого переменного, исчисления бесконечно малых с геометрическими приложениями, теории интегралов Фурье, общей теории кривизны линий и поверхностей, теории совокупных уравнений и уравнений в частных производных, теории кривых поверхностей, аналитической механики (статики, кинематики, динамики точки и динамики систем материальных точек) и др.

## Избранные научные труды
- Общая теория алгебраического решения уравнений (1864)

Автор монографии по основам теории Галуа, ставшей первой по этому разделу алгебры на русском языке.